# Apiosporina
Apiosporina Höhn. – rodzaj workowców z rodziny Venturiaceae. Znane są 2 gatunki.

## Systematyka i nazewnictwo
Pozycja w klasyfikacji według Index Fungorum: Venturiaceae, Venturiales, Pleosporomycetidae, Dothideomycetes, Pezizomycotina, Ascomycota, Fungi.
Synonim: Parodiodia Bat.
Gatunki:
- Apiosporina collinsii (Schwein.) Höhn. 1910
- Apiosporina morbosa (Schwein.) Arx 1954

Nazwy naukowe na podstawie Index Fungorum.